# Razionalismo critico
Razionalismo critico è un'espressione coniata dal filosofo austriaco Karl Popper ed indica la convinzione che la ragione, in materia di conoscenze empiriche, non può avere una funzione rigorosamente dimostrativa, ma unicamente un compito critico.

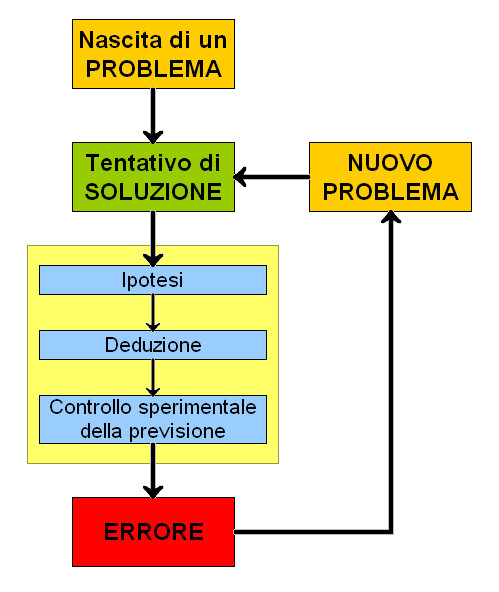
Modello della conoscenza fondato sull'errore, articolato in tre passaggi: Problema, Congettura, Contraddizione.

## Descrizione
Secondo Popper, la ragione non legittima la verità di una teoria, ma va impiegata per criticare la teoria stessa. Sulla base del principio di falsificabilità, che afferma che una teoria è scientifica solo se sottoponibile ad un controllo in grado eventualmente di falsificarla (mediante deduzione di fatti d'esperienza da asserzioni di base), Popper affida alla ragione il compito di individuare i possibili errori che si celano nella teoria presa in esame. Se le asserzioni di base risultano non contrastare con l'esperienza, ovvero se i tentativi di falsificazione coordinati dalla ragione non hanno alcun esito, la teoria viene ritenuta «corroborata», ma mai «verificata» essendolo soltanto in modo provvisorio, dato che altre asserzioni di base, in futuro, potrebbero falsificare la teoria.

### Razionalismo e fallibilismo
Dal razionalismo critico deriva la concezione fallibilistica popperiana per cui tutte le conoscenze empiriche sono incerte, ma che non nega l'esistenza di una verità assoluta come ideale regolativo a cui tendere. Da qui la rivalutazione dell'errore e della sua portata negativa, grazie a cui è possibile in un certo senso delimitare l'orizzonte della verità: l'errore rappresenta infatti un limite, negativo ma anche costitutivo della scienza, perché consente di imparare da esso, attraverso la sua costante eliminazione resa possibile dal dibattito critico. Il progresso scientifico non consiste nell'accumulo di verità, ma nello scarto degli errori: quanto più si sbaglia, tanto più si evolve la conoscenza, in maniera analoga all'evoluzione biologica.
(K. R. Popper, Conoscenza oggettiva, da La teoria del pensiero oggettivo, Armando 1975)